# FC KaKe
Der FC Kanuunoiden Kerma, kurz FC KaKe ist ein finnischer Fußballverein aus Helsinki, der derzeit in der Miesten Vitonen 5, der siebten Spielklasse des Landes spielt. Der Verein nahm 2013, 2014 und 2016/17 am finnischen Fußballpokal teil.

## Geschichte
Der Football Club Kanuunoiden Kerma, kurz FC KaKe wurde am 19. Januar 2008 von einer Gruppe Freunden aus Siltamäke, einem Stadtteil in der finnischen Hauptstadt Helsinki gegründet und trägt traditionell schwarz-rot gestreifte Trikots. 2013 nahm der Verein erstmals am Soumen Cup, den höchsten Nationalen Pokalwettbewerb Finnlands teil, scheiterte jedoch 5:1 gegen die Reserve des Helsingfors IFK. Am 4. Januar 2014 nahm der Verein das erneut am Soumen Cup teil und besiegte in der ersten Runde HDS Mondial Helsinki mit 6:0. Am 22. Februar 2014 spielte dann KaKe gegen Helsingsfors IFK aus der fünften Liga und unterlag diesen mit 1:12. Im selben Jahr wurde man Meister in ihrer Vitonen-Staffel (7. Liga) und kam in die Playoffs, um einen möglichen Aufstieg in die Nelonen, der sechsten Liga. Das erste Spiel wurde gegen PKP mit 0:2 gewonnen, da man jedoch an FC Viikingit mit 0:1 verlor, wurde man zweiter und scheiterte am Aufstieg. Nach einer Reform des Ligensystems landete der FC KaKe in der Kutonen (8. Liga), schaffte jedoch schnell mit Platz 2 den Aufstieg. In der Vitonen wurde man Zweiter und hatte die Chance sich über die Playoffs den Aufstieg zu sichern, verlor jedoch im Oktober 2016 gegen FC Degis mit 2-3. 2017 wurde FC KaKe fünfter und nahm 2016/17 am Suomen Cup teil, kassierte allerdings in der ersten Runde eine 0-7 pleite gegen Toukolan Teräs und schied aus. 2017/18 war der Verein Teil des finnischen Regions Cup und verlor in der ersten Runde gegen HIFK IV mit 0:2. 2021 wurde FC KaKe zweiter und erreichte die Aufstiegsrunde, in dieser er ebenfalls zweiter wurde. Erstmals stiegen die schwarz-weißen in die Nelonen, die sechsthöchste Spielklasse des Landes auf, stieg jedoch mit 7 Punkten und 124 Gegentoren auf den letzten Platz direkt wieder ab. Nach zwei Klatschen gegen Etu-Töölön Urhot (1-6) und Ponnistus/2 (7-0), schaffte man mit Platz 6 von 10 Teams in den Vitonen nur einen Mittelfeldrang.

## Namensherkunft
Die Gründer des Vereins hatten vor der Entstehung des FC Kanuunoiden Kerma („Die Sahne der Kanonen“) in der Juniorenmannschaft des Malmin Palloseura gespielt, die „Kanuunat“ („Die Kanonen“) hieß. Im Finnischen gibt es die Redewendung „kaapia kermat päältä“ („die Sahne abschöpfen“). Die Gründer wählten diesen Ausdruck, da sie aus ihrer alten Juniorenmannschaft die „Sahne“, also die besten Spieler, „abschöpften“ und einen neuen Verein gründeten. Der Klub erhielt den Namen FC Kanuunoiden Kerma und die Abkürzung FC KaKe.
Die Zweideutigkeit des Namens und des Wortes "Kacke" war bewusst gewählt. Solche kreativen und manchmal skurrilen Vereinsnamen sind im finnischen Fußball keine Seltenheit. Historisch betrachtet war Fußball in Finnland kein bedeutender oder ernstzunehmender Wettkampfsport, sondern eher eine unterhaltsame Sommeraktivität.
Daher wirken Vereinsnamen wie FC Kiffen 08, FC Santa Claus, Fish United, SexyPöxyt, Chicken Wings Sports Club oder FC HotLips Turku ungewöhnlich, sind in der finnischen Fußballkultur jedoch völlig normal.

## Stadion
Der FC KaKe spielt in der Algeco Arena, einem Stadion mit Platz für 1000 Zuschauer. Dort teilen sie sich den Kunstrasen-Platz mit anderen Mannschaften wie Pallokerho-35 und Atlantis FC.